# Japanagromyza
Japanagromyza is een geslacht van insecten uit de familie van de mineervliegen (Agromyzidae), die tot de orde tweevleugeligen (Diptera) behoort.

## Soorten
- J. aequalis Spencer, 1966
- J. brooksi Spencer, 1969
- J. desmodivora Spencer, 1966
- J. inaequalis (Malloch, 1914)
- J. irwini (Spencer, 1981)
- J. perpetua Spencer, 1973
- J. polygoni Spencer, 1973
- J. rutiliceps (Melander, 1913)
- J. salicifolii (Collin, 1911)
- J. viridula (Coquillett, 1902)